# 少年宮站

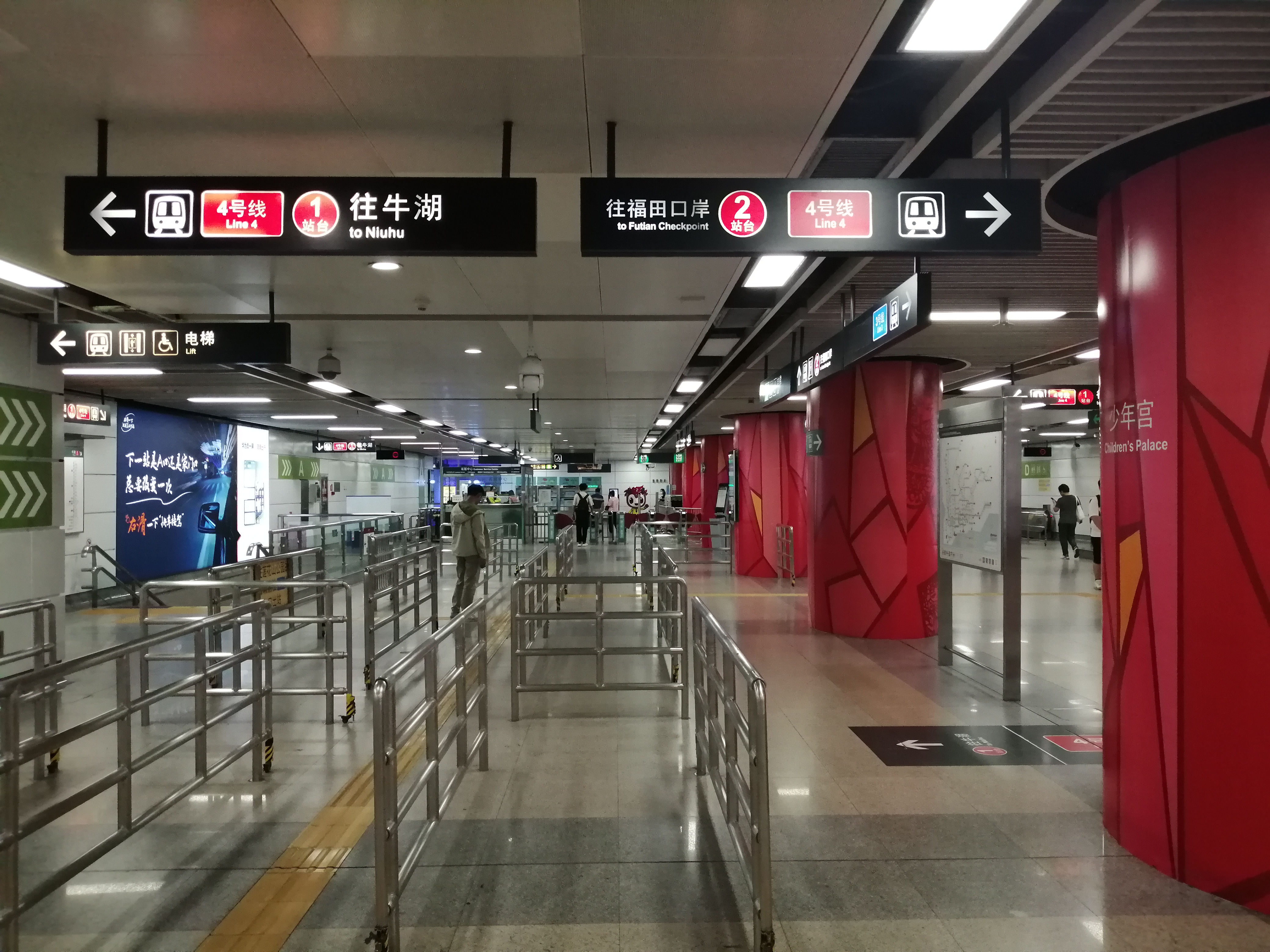
少年宫站4号線站廳

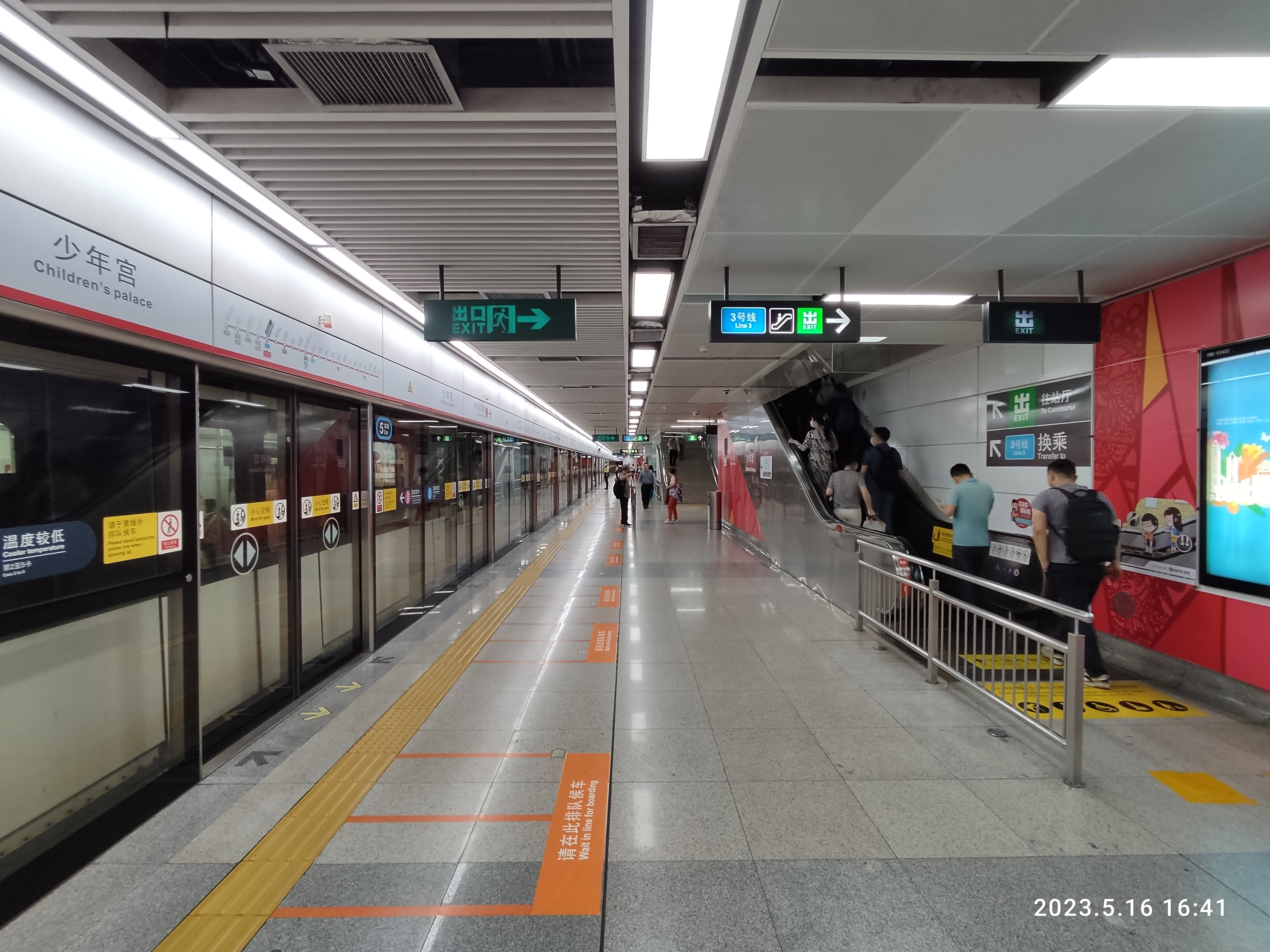
目前的少年宫站4号線站台

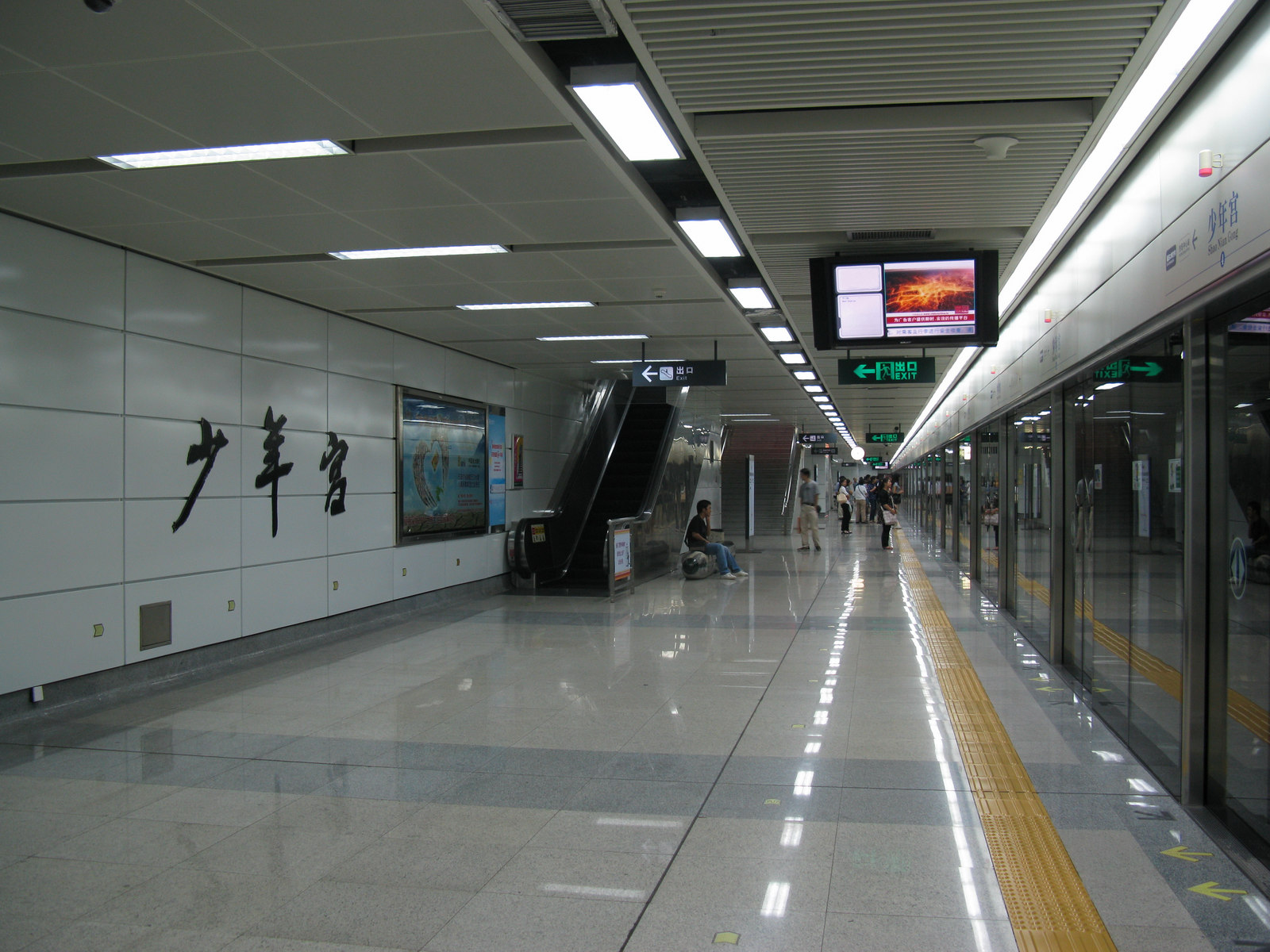
2009年的少年宫站4号線站台

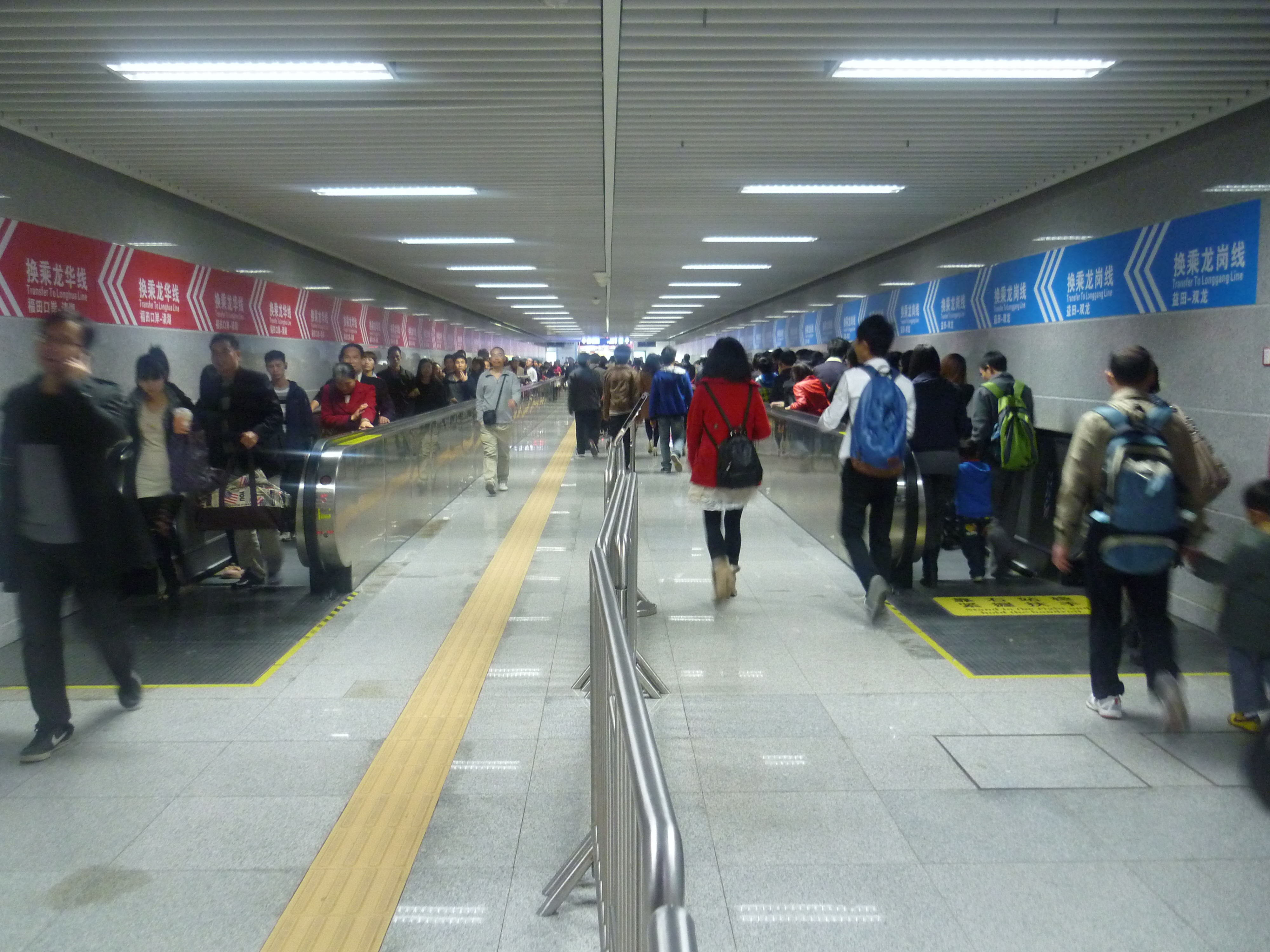
3號線与4號線的转乘通道

少年宮站是深圳地铁4号綫和3号綫的換乘站。地处市民中心后花园，位于莲花山的南侧。该站主体位于中國廣東省深圳市福田區红荔路与鹏城四路的交汇路口的地下，3号线车站在红荔路道路下面，沿红荔路呈东西走向；4号线车站在鹏城四路道路下面，沿鹏城四路呈南北走向，车站的南北方向位于红荔路与福中一路之间，车站的东侧是深圳少年宫，西侧是深圳书城中心城，4號線月台位於深圳市中心区中轴线以东。少年宫站在2011年清湖站启用以前，是4号綫北面总站。在2010年12月28日深圳地鐵3號綫通車前亦曾為深圳地鐵系統中最北的車站（目前已被碧头站取代）。

## 車站結構
少年宮站4號線月台的結構共分二層，其中兩個同一水平的側式月台設於下層，而上層則為車站站廳，在站廳可通過一個130米的轉線通道（中間設有扶手帶）來轉乘3号綫，3號線和4號線的站廳相互獨立，其中4號線站廳連接A至D出口，而3號線站廳連接E至F出口。和大劇院站不同，乘客不可在車站內的非付費區来往兩個站廳。車站並設有四條軌道。其中4號線南端及北端，分别設有單渡線及存車線，可供4號線列車進行站前或站後折返。當4號綫北段出現故障時，往清湖站的列車將會通過此渡線或存車線折返，以本站為臨時總站，2011年6月16日前本站仍為4號線終點站時便使用該渡線折返4號線列車。

### 樓層
| 側式 · 開右邊车门 |   |                             |   |  |
|                   | 1 | 4號線往牛湖（莲花北）       |   |  |
|                   |   | 4號線往福田口岸（市民中心） | 2 |  |
| 側式 · 開右邊车门 |   |                             |   |  |

|                   |  | 3號線往福保（福田）       |
| 島式 · 開左邊车门 |  |                           |
|                   |  | 3號線往坪地六联（莲花村） |

### 轉乘
乘客轉乘另一線路，需先乘搭扶手電梯或升降機前往車站大堂，再經轉乘通道前往另一線路的車站大堂，然後從車站大堂前往月台。轉乘通道內設有雙向的扶手帶，以方便轉乘，這種設施是首次在深圳地鐵中出現。

### 出口
少年宮站共設有8個出口。
| 出口編號     | 照片 | 建議前往的目的地                                                                         |
| ------------ | ---- | ---------------------------------------------------------------------------------------- |
| 出口 · A · 1 |      | 福中一路（东北）、深圳市少年宫、金田路、地铁大厦                                         |
| 出口 · A · 2 |      | 福中一路（东南）、当代艺术与城市规划展览馆、金田路、深业花园                             |
| 出口 · B     |      | 红荔路（东）、天健世纪花园                                                               |
| 出口 · C     |      | 红荔路（西）、深圳中心书城（东）                                                         |
| 出口 · D     |      | 福中一路（东）、江苏大厦、新世界中心                                                     |
| 出口 · E     |      | 红荔路（南）、益田路、鹏程三路、福中一路、深圳市儿童医院、深圳音乐厅、深圳中心书城（北） |
| 出口 · F · 1 |      | 红荔路（北）、莲花山公园                                                                 |
| 出口 · F · 2 |      | 红荔路（北）、关山月美术馆                                                               |

## 运营时刻表
| 行驶方向 | 首班车 | 末班车 | 所属线路 | 高峰间隔    | 平峰间隔 |
| -------- | ------ | ------ | -------- | ----------- | -------- |
| 福保     | 06:07  | 00:03  | █3号线   | 平均2分30秒 | 5分钟    |
| 坪地六联 | 06:11  | 23:11  | █3号线   | 平均2分30秒 | 5分钟    |
| 福田口岸 | 06:29  | 23:46  | █4号线   |             |          |
| 牛湖     | 06:37  | 23:51  | █4号线   |             |          |

## 歷史
作為深圳地鐵一期工程的一部份，少年宮站在2004年12月28日啟用。車站建設時，該站曾以文化中心站為名。少年宫站在2011年清湖站启用以前，是4号綫北面总站。
| 地下二层          | 站厅 | 客服中心、商店、售票机、自动柜员机（非付费区）                                                                            |
| 地下三层          | 月台 | \| 側式 · 開左邊车门 \| \| \| \| \| \| 4號線落客 \| \| \| \| 4號線往福田口岸（市民中心） \| \| 側式 · 開右邊车门 \| \| \| |
| 側式 · 開左邊车门 |      | |
|                   |      | 4號線落客 |
|                   |      | 4號線往福田口岸（市民中心）                                                                                               |
| 側式 · 開右邊车门 |      | |

## 外部連結
- 少年宮站車站資料 （页面存档备份，存于），深圳地鐵
- 少年宮站轨道交通车站区间信息图 （页面存档备份，存于）